# 安子島祐義
安子島祐義（あこがしま すけよし、生没年不詳）は、室町時代の武将。陸奥国安積郡安子島城主。本姓は藤原氏。家系は藤原南家の流れを汲む安積伊東氏の庶流 安子島氏。

## 経歴
室町時代、陸奥出羽両国は室町幕府の支配下であったが、明徳3年(1392年)、それまで対立関係にあった室町幕府の3代将軍足利義満と鎌倉府二代鎌倉公方足利氏満が和解して以降、奥羽は鎌倉府の管轄下に入った。三代 鎌倉公方 足利満兼は弟の満貞、満直を陸奥国岩瀬郡稲村、安積郡篠川に派遣し、それぞれ稲村御所、篠川御所として奥羽の国人を統括させた。しかし、実際には幕府より派遣された奥州探題 大崎氏や羽州探題 最上氏、伊達氏、蘆名氏など京都扶持衆など幕府方勢力は顕在であり、奥羽の国人のすべてが鎌倉府に帰服したわけではなかった。その中で奥羽は幕府勢力と鎌倉府勢力に二分して争ったのである。
その中で、当初、鎌倉府方の一方の首領であった、足利満直に忠誠を尽くす国人衆が白河結城氏の小峰満政はじめ仙道の諸将30名が連判状をつくり、満直の与党となった。この書状に連署した武将の中に、安積郡安子島の領主であった安子島祐義がいる。しかし、稲村御所 足利満貞があくまで鎌倉府方の武将として活動し、四代鎌倉公方 足利持氏とともに幕府の追討を受けて亡くなったのに対し、篠川御所 満直は幕府方の京都扶持衆として生き残ることになった。しかし、下総の結城氏の当主 結城氏朝・持朝が持氏の遺児 足利春王丸・安王丸を奉じて挙兵した結城合戦が起こると、満直は結城氏に呼応した奥州諸将の軍勢に襲われ、滅亡。満直の下に集った30将からなる連判同盟はここに潰えることとなった。 